# Lopharia papyrina
Lopharia papyrina är en svampart som först beskrevs av Jean François Montagne, och fick sitt nu gällande namn av Boidin 1959. Lopharia papyrina ingår i släktet Lopharia och familjen Polyporaceae.   Inga underarter finns listade i Catalogue of Life.